# The Marine Mammal Center
Le The Marine Mammal Center (Centre des mammifères marins) est une organisation à but non lucratif américaine dont le but est de secourir les mammifères marins, de réhabiliter les milieux, mener des actions de recherches ou d'éducation à l'environnement en faveur de  certaines espèces au sein des ordres des pinnipèdes, carnivores et cétacés. Situé près de Rodeo Beach dans le comté de Marin, en Californie, le Centre a reçu plus de 12 000 animaux malades, blessés ou orphelins depuis sa fondation en 1975. 
On trouve ces animaux le long de la côte Pacifique des États-Unis et sont représentés majoritairement par les espèces suivantes : lion de mer de Californie, éléphant de mer, phoque commun du Pacifique (Phoca vitulina richardii) otarie à fourrure, dauphin et la très menacée loutre de mer. La plupart des animaux apportés sont réhabilités avec succès et relâchés dans la nature; aucune recherche médicale n'est conduite en utilisant les animaux secourus, bien que des données scientifiques sont collectées au travers des diagnostics de routine et des autopsies des animaux décédés.